# شمشی-ادد پنجم
شَمشی-اَداد پنجم (Shamshi-Adad V) یا شَمشی-اَدَد پنجم، از سال ۸۲۴ تا ۸۱۱ پیش از میلاد پادشاه امپراتوری آشوری نو بود.
در سال ۸۲۷ پ. م در آشور جنگ خانگی جدّی آغاز شد و فقط در سال ۸۲۳ پ. م شمشی-ادد پنجم پادشاه جدید آشور موفق شد مجدداً قدرت حکومتی واحد را در سراسر خاک پادشاهی مستقر سازد. در لوح نبشتهٔ وی گفته شده‌است که مرز شرقی آشور در عهد او از شوردیرا و آریدو می‌گذشته‌است، یعنی ظاهراً از دامنه‌های شرقی جبالی که از سمت مغرب ماننا و پارسوا را محدود می‌کرده، ممتد بوده‌است.

## حملاتاورارتوئیان
ایشپوعینی پادشاه اورارتو به هنگام جنگ‌های خانگی آشور به کرانه‌های دریاچهٔ ارومیه آمد و پادشاهی گیلزان را به اورارتو منضم ساخت و ظاهراً شکست سختی به پادشاه ماننا وارد کرد، زیرا که در دههٔ دوم قرن نهم - ۸۵۰ - پ. م به جای پادشاه ماننا، شارسینا پسر مکتیارا فرمانروای اراضی پیرامون دریاچه ارومیه بوده‌است.

## حملات شمشی-ادد پنجم
شمشی-آداد پنجم به محض تثبیت وضع آشور لشکرکشی به سوی زاگرس شمالی را تجدید کرد و یکی از علل این اقدام مقابله با اورارتوییان بود. لشکرکشی سال ۸۲۱ پ. م که طبق فهرست اسامی مردان سال آشوری علیه سیگریس بوده، به سرکردگی سپهسالار موتارّیس-آشور صورت گرفت.
این بار حریفان عمدهٔ آشوریان شارسینا و ایشپوعینی پادشاهان ماننا و اورارتو بودند. در لوح شمشی-ادد پنجم مذکور است که موتارّیس-آشور به دریای غروب خورشید رسید، معلوم نیست که منظور دریاچه ارومیه است یا دریای کاسپین. ولی احتمال اخیر به صواب نزدیکتر است.
(در متن روسی کتاب تاریخ ماد نوشته دیاکونوف -۱۹۵۶-، ترجمه سنگنبشته‌های آشور -۱۹۹۶- چاپ دانشگاه تورنتو، و در متن اصلی و ترجمه فارسی تاریخ کمبریج ایران جلد ۲–۱۹۸۵-، دریای مورد ذکر در لوح شمشی آداد، دریای غروب خورشید/دریای غربی آورده شده ولی مشخص نیست چرا مترجم کتاب تاریخ ماد آن را به دریای برآمدن خورشید تغییر داده‌است)
آشوریان پنداشتند که وضع ایشان در پیرامون دریاچهٔ ارومیه به قدر کفاف استوار است و در سال ۸۲۰ پ. م لشکرکشی پردامنه‌ای علیه ماد به عمل آوردند. شمشی-ادد پنجم از کوه کولار شاه آشور گذشته، هدایای تقدیمی پادشاه خوبوشکیه در جنوب دریاچه وان و شارسینا شاه ماننا و قبایل دیگر ماننایی و سونبی‌یان و تئورلی‌یان و ساکنان پارسوآ را اخذ و از سرزمین مسیّیان عبور کرده به بخش علیای جغتو رفت. وی در این نقاط تعداد کثیری دام متعلق به مسّی‌یان را تصرف کرد. جزو این دام‌ها گذشته از دام‌های شاخ‌دار خرد و کلان و خران و اسبان، تعداد زیادی شتر دو کوهان غرب که به تازگی در خاک ماد پدید آمده بودند، وجود داشت دهکده‌ها و نقاط مسکون بسیار را آتش زدند. مسییان تلفات زیاد دادند آنگاه آشوریان به کوهستان گیزیل بوندا که ناحیهٔ مجاور دریاچه ارومیه را از سرزمین ویژهٔ ماد جدا می‌کرد روی آوردند.

## کوهستان گیزیل بوندا
آشوریان نخستین دژ کوهستانی ناحیهٔ مزبور را به تصرف درآورند دو تن از پیشوایان گیزیل بوندا به منظور جلب عطوفت مهاجمان تعدادی اسب بارکش و ارابه به رسم هدیه تقدیم کردند. ولی پیشوای سومی ایشان به نام پیرشاتی - که الواح آشوری وی را به لقب پادشاه گیزیل بوندا می‌خوانند - تصمیم گرفت پایداری کند. همهٔ ساکنان گیزیل بوندا در دژ وی که اوراش (uraš) نام داشت، گرد آمدند، ولی آن قلعه بسیار کهنه بود و قادر به مقاومت در برابر محاصرهٔ آشوریان که به لوازم فنی عالی مجهز بودند، نبود. اوراش و دیگر قلاع کوچک پیرامون به تصرف آشوریان درآمد و به گفتهٔ ایشان ۶۰۰۰ مرد جنگی در پیکار کشته شدند و ۱۲۰۰ نفر به اتفاق خود پیرشاتی به اسارت درآمدند.
یکی از سران گیزیل بوندا به نام اِنگور اظهار انقیاد کرد و شمشی-ادد پنجم در قلعهٔ وی که به سیبار موسوم بود لوحی به پا داشت و تصویر خویش و نبشته‌هایی بر آن منقور ساخت. ظاهراً آشوریان در مشرق قزل اوزن بودند و راه به سوی سرزمین ماد گشوده شده بود.

## اختلاف و سیاست سودجویانه
در محیط همسایگان غربی مادی‌ها اختلاف و سیاست سودجویانه و کوته‌نظرانهٔ برخی شاهکان حکمفرما بود و حال آنکه تودهٔ مردم در لزوم کوشش برای دفع دشمن متحد بودند. بر عکس، خود مادی‌ها، ظاهراً تحت رهبری پیشوای واحد اتحادیه قبایل ماد قرار داشتند. این شخص هاناسیروکا نام داشت و مقّر وی دژ ساگ بیتو بود. وی خواست در کوه‌های پر برف البرز پنهان شود، ولی شمشی-ادد پنجم مادی‌ها را مجبور به پیکار کرد. به روایت لوح آشوری، متجاوزان تلفات فراوان به مادی‌ها وارد آوردند. ۲۳۰۰ کشته و ۱۲۰۰ نقطهّ مسکونی و از آن جمله دژ ساگ بیتو را ویران ساختند و ۱۴۰ سوار به اسیری گرفتند. ولی پایداری مادی‌ها درهم شکسته نشد و مون سو آرتا فرمانفرمای آرازیاش راه را بر ایشان سد کرد. ولی به این دسته از مادی‌ها ضربهٔ سختی وارد آمد عدّهٔ کثیری را آشوریان به بردگی بردند و تعدادی دام به رسم هدیه اخذ کردند.
قبایل ماد هرگز دچار چنین شکستی نشده بودند. این نتیجهٔ نفاق و پراکندگی و جنگ‌های داخلی بود. یأس و سرشکستگی، مدتی میان حکمفرمایان از ارومیه گرفته تا بیابان نمک حکمفرما بود. ۲۷ یا ۲۸ تن از فرمانفرمایان نواحی مختلف ماد و پارسوآ، پیش از آنکه پادشاه آشور از گردنهٔ کولار به سرزمین خویش بازگردد، هدایای فراوان به او دادند. لوح مزبور نام یکایک ایشان و سرزمینشان را ذکر می‌کند. نام‌های مزبور قدیمی و محلی است و این نکته دربارهٔ اسامی اکثر فرمانفرمایان نیز صادق می‌باشد. ولی شاید نام برخی از ایشان نیز ایرانی باشد. بیشتر اینان فرمانفرمایان شرقی‌ترین نواحی ایران می‌باشند.

## علت لشکرکشی
این لشکرکشی برای آشور از سه جهت اهمیت داشت: اول: جلوگیری از امکان اتحاد میان مردم ماننا و ماد از یک طرف، و اورارتو که نیرو گرفته بود، از طرف دیگر. دوم: غارت مردم و گرفتن بردگان و سوم: تدارک یک لشکرکشی علیه بابل که در آن زمان نامار را تحت فرمان و انقیاد خویش درآورده بود. عملیات جنگی بعدی - سال ۸۱۹ پ. م- متوجه بابل بود و بیشتر در خاک نامار جریان یافت. آشوریان در سال‌های بعد به امور داخلی میانرودان سرگرم بودند، ولی ماد را هم از یاد نبردند. شمشی-ادد پنجم در سال - ۸۱۰ پ. م - درگذشت و ادد-نراری سوم که کودکی خردسال بود، جانشین او شد. در واقع ملکه سمیرامیس بیوهٔ شمشی-ادد پنجم امور مُلک را اداره می‌کرد. حکومت یک زن، در میان اقوام پیرامون که به نظامات دوران پدرشاهی خو گرفته بودند، تأثیر عمیقی نمود و افسانه‌های فراوان دربارهٔ سمیرامیس، دیر بازی زبانزد عموم بود و حتی در عهد ما نیز در بعضی نقاط شایع است.